# Oligonychus brevipodus
Oligonychus brevipodus är en spindeldjursart som beskrevs av Targioni Tozzetti 1878. Oligonychus brevipodus ingår i släktet Oligonychus och familjen Tetranychidae. Inga underarter finns listade i Catalogue of Life.